# Керамика с соляной глазурью
Керамика с соляной глазурью — это разновидность каменной керамики, поверхность которой покрыта полупрозрачной глазурью, создающей характерную текстуру, напоминающую кожуру апельсина. Во время обжига на горячие изделия в печи подаётся поваренная соль. Натрий, содержащийся в соли, при высоких температурах вступает в реакцию с кремнезёмом, содержащимся в глине, в результате чего на поверхности образуется силикат натрия в виде гладкого стекловидного покрытия. 
Глазурь, в зависимости от добавленных примесей, может создавать неравномерную окраску. Так, оксид железа придаёт поверхности коричневый оттенок, оксид кобальта — синий, а оксид марганца — фиолетовый. 
Из-за значительного загрязнения воздуха, сопровождающего процесс обжига, производство соляной керамики в промышленном масштабе постепенно прекратилось в XX веке.  В наши дни соляная глазурь считается устаревшей техникой и используется художниками-керамистами в рамках авторских проектов.

## История
Производство керамики с соляной глазурью началось в Рейнской области в 1400-х годах. Это стало одним из важнейших прорывов в истории европейского гончарного дела в Средние века. Первоначально соляную глазурь стали наносить на глиняную посуду. К началу XV века производство соляной керамики было налажено в немецких городах Хёр-Гренцхаузен, Зигбург, Кёльн, а также во фламандском городе Рарен. 
Одним из самых характерных и широко распространённых изделий того времени был кувшин с изображением бородача. В Вестервальде керамику традиционно окрашивали в бело-синие тона с использованием оксида кобальта. 
В XVII веке изделия с соляной глазурью приобрели популярность в Англии и колониальной Америке. В Англии в XVII и XVIII веках керамику с соляной глазурью производили в Дербишире , Ноттингемшире , Лондоне и Стаффордшире. В Северной Америке соляной глазурью покрывали большую часть керамических изделий с начала XVII до начала XIX века, хотя значительная часть такой посуды продолжала импортироваться из Великобритании вплоть до середины XIX века. 
Поскольку обжиг с использованием соли сопровождается сильным загрязнением воздуха, по мере появления и укрепления  экологических норм и законов производство соляной керамики постепенно сокращалось. Последними промышленными изделиями, выпускавшимися с применением соляной глазури, были канализационные трубы. Существуют также неподтверждённые сведения о том, что подобные трубы до сих пор производятся в Индии. 

### Англия
В Англии производство керамики с соляной глазурью началось в период между 1650 и 1700 годами, в Вулидже, Лондон. Предположительно, первыми мастерами были немецкие гончары, поскольку ранние изделия заметно напоминали немецкие образцы. С 1672 года изготовлением соляной керамики занималась фабрика «Фулхэм». 
К 1800 году центр производства переместился в район Ламбет, где керамику в основном выпускали такие фабрики, как Doulton и Watts Pottery. В 1830–1840-х годах компания Doulton наладила массовое производство канализационных труб из соляной керамики, а также использовала этот материал для создания первых изоляторов телеграфных линий. Благодаря высокой кислотостойкости, соляная керамика нашла применение и в зарождающейся химической промышленности.
Помимо утилитарной продукции, Doulton также выпускала изысканные декоративные изделия, над оформлением которых работали известные художники. Их изделия демонстрировались на международных выставках. Однако в 1956 году компания была вынуждена закрыться из-за ужесточения норм, касающихся загрязнения атмосферы.

## Изготовление
Соляная глазурь формируется в результате химической реакции, происходящей в печи при взаимодействии паров натрия с кремнезёмом на поверхности керамического изделия. Для этой технологии применяют глину, богатую кремнезёмом, поскольку именно он вступает в реакцию с компонентами соли. Примеси железа также способствуют образованию качественной, равномерной глазури.
На завершающем этапе обжига печь нагревается до температуры около 900 °C, после чего в печь закидывают намоченную в воде солевую смесь. Иногда соль закладывают в печь заранее, до начала обжига. Затем температура повышается до 1100–1200 °C, что инициирует процесс глазурообразования.
Химический процесс образования соляной глазури проходит через несколько этапов. В печи соль испаряется, реагирует с водяным паром, образуя хлористый водород и соду. Сода в свою очередь в горящей атмосфере образует оксид натрия и воду, химическая реакция представлена следующим образом:
2NaCl + 2H2O → 2NaOH + 2HCl
2NaOH → Na2O + H2O
Пары карбоната натрия образует пары оксида натрия и углекислый газ. Этот процесс протекает гораздо быстрее, не требует водяного пара.
Na2CO3 → Na2O + CO2
При контакте с влагой, хлористый водород образует пары соляной кислоты, которая в свою очередь становится солью при контакте с парами оксида натрия. 
Завершающий и ключевой этап в образовании глазури — реакция пара оксида натрия с глиноземом и кремнеземом в составе керамического изделия и образование натриевой алюмосиликатной глазури. Химическая реакция данного процесса выглядит примерно следующим образом: 
Na2O + SiO2 + Al2O3·(SiO2)2 → (Na2O)x·Al2O3·(SiO2)y
Добавление буры или натриевой селитры в соляную смесь улучшает качество глазури, также в смесь могут добавлять другие красящие оксиды для окраски.   
Иногда для декоративного оформления соляной керамики применяются элементы бисквитной керамики или используется концентрированный солевой раствор, в который можно погружать изделия, не способные выдерживать высокие температуры, такие как например текстиль. Это позволяет создавать оригинальные текстуры и отпечатки, сохраняя при этом характерный внешний вид соляной глазури.  
Существует также схожая техника — обжиг с содой, при которой вместо поваренной соли в печь закидывают карбонат натрия (соду) или гидрокарбонат натрия (пищевую соду). В отличие от классического метода, в этом случае вещество распыляют непосредственно на раскалённые изделия. В результате формируется аналогичная стекловидная глазурь, однако она отличается по цвету и текстуре — как правило, даёт более мягкие, матовые или вариативные оттенки.